# 十五 (地名)
十五，是臺灣彰化縣二水鄉的一個傳統地域名稱，位於該鄉西北部。相較於今日行政區，其範圍大致包括十五村、復興村。

## 歷史
台灣清治末期至日治初期，十五地區為一街庄，稱為「十五庄」，隸屬於東螺東堡。該庄北與田中央庄、內灣庄為鄰，東北與弓鞋庄、松柏坑庄為鄰，東邊及東南邊為過圳庄，西南邊及西邊為內三塊厝庄。
1901年（日治明治三十四年）11月，全台廢縣廳改設二十廳，該庄隸屬於彰化廳。1903年（明治三十六年）6月，該庄編入「二八水區」，隸屬於彰化廳。1909年（明治四十二年）10月，合併二十廳為十二廳，二八水區改隸屬於臺中廳。1920年（大正九年），該庄改制為「十五」大字，隸屬於臺中州員林郡二水庄。
戰後二水庄改制為二水鄉，隸屬於臺中縣，大字亦改制為村。1950年10月，中、彰、投分治，二水鄉改隸屬彰化縣。

## 聚落
本地區發展較早的聚落有十五、坑口等，在日治期初期的官方地圖上已有記載。此外，本地區尚有復興、坑內、水尾等聚落。

## 交通
台鐵縱貫線是台灣西部南北鐵路幹線，大致以北北西—南南東走向經過十五地區西部。境內未設站，北側最近的是田中車站，屬二等站，停靠部分普悠瑪號、自強號列車，及全部的莒光號、區間車、區間快車；南側最近的是二水車站，亦屬二等站，停靠部分自強號列車，及全部的莒光號、區間車、區間快車。二水車站亦為集集線的起點。由此等車站可前往台鐵沿線各站。
縣道137號（山腳路三段）是彰化至二水源泉的道路，主要沿八卦台地西側山麓地帶而行，大致以北北西—南南東走向轉縱向再轉北北西—南南東走向經過本地區中部。由該道路向北北西轉北北東可前往田中、社頭、員林、大村、花壇、彰化等地，向南南東可前往過圳、二水、大坵園、鼻子頭並止於縣道152號路口。
縣道141號（員集路五段）是員林至林內的道路，大致以北北西—南南東走向蜿蜒經過本地區中部偏西地帶，並位於鐵路東側。由該道路向北北西可前往田中市區東郊、社頭、員林並止於省道台1線路口，向南南東可前往二水市區西南側、林內並止於省道台3線路口。

## 學校
- 復興國小